# شانغهاي بردة (ليجاركي حسن رود)
شانغهاي بردة (بالفارسية: شانگهای پرده) هي قرية تقع في إيران في البلدة المركزية. يقدر عدد سكانها بـ 366 نسمة بحسب إحصاء 2016.